# ヤンキー・ロックンロール
ヤンキー・ロックンロール（yankee rocknroll）はロック（音楽）に於ける、日本の独自のジャンルである。ロックン・ロール、ロカビリーを基調とする。ヤンキー・ロックやツッパリ・ロックンロールともいう
。
横浜銀蝿、氣志團らがいる。

## ロカビリー・ブーム
第二次世界大戦以後、1945年から1950年代前半にかけて、進駐軍を通じてアメリカのポピュラー音楽が日本に持ち込まれた。
1955年にアメリカで大ヒットしたビル・ヘイリー&ヒズ・コメッツの「ロック・アラウンド・ザ・クロック」は、同年にはダーク・ダックスと江利チエミによってそれぞれ別の日本語訳詞によってカバーされ、日本語での最初のロックンロール・レコードとも言われる。

## エルビス・プレスリー人気
1956年のエルビス・プレスリーの「ハートブレイク・ホテル」は小坂一也とワゴン・マスターズによってカバーされ、その年のNHK紅白歌合戦に出場するまでになった。1958年にはミッキー・カーチス、平尾昌章、山下敬二郎が「ロカビリー三人男」として売り出され、1958年2月には第1回日劇ウエスタンカーニバルが開催されるなどロカビリー人気は本格化していった。しかし1959年にはカバー曲よりもオリジナル曲がヒットするようになり、また楽曲の歌謡曲化によりロカビリー・ブームは沈静化していった。

## バイクブームと不良文化
神奈川県横浜市で1972年に結成されたキャロルはロッカーズスタイルのバンド活動を行い、
1975年結成クールスは不良を売りに登場した。
1980年代にはバイクブームの波が到来する。
1980年結成チェッカーズも不良文化を取り入れた楽曲を発表しアイドル的な人気を得た。
1979年に結成された横浜銀蝿はヤンキーと呼ばれる不良文化を音楽に取り入れ人気となった。

## 1980年代不良文化のオマージュ
1997年に結成された氣志團はパンク・ロックとヤンキーを融合した「ヤンク・ロック」を提唱し、1980年代の不良を髣髴とさせるリーゼント、学ラン姿で活動し人気となった。

## 2000年代
2000年代になると女性アイドルグループAKB48やももいろクローバーZ、カントリー・ガールズ等がこのジャンルのオマージュの曲を発表している。

## 主なバンドやアーティスト
- キャロル
- クールス
- 横浜銀蝿
- 宇崎竜童
- ダウン・タウン・ブギウギ・バンド
- チェッカーズ
- 嶋大輔
- 紅麗威甦
- 氣志團
- C-Style

等がいる。